# Nicolas Mateesco-Matte
Nicolas Mateesco-Matte (n. 3 decembrie 1913, Craiova, România – d. 13 aprilie 2016, Montréal) a fost un jurist canadian de origine română, membru de onoare al Academiei Române (din 1993). A absolvit Facultatea de Drept din cadrul Universității București în 1937 și a fost membru al Baroului București până în 1946, când a emigrat. A fost avocat și membru al Baroului din Québec din 1956. Era specializat în dreptul aerospațial, domeniu în care era recunoscut internațional ca fiind unul dintre cei mai valoroși autori.

## Lucrări
- Aerospace Law. Telecommunications Satellites, Butterworths, Scarborough, 1982.
- Droit aérospatial. Les télécommunications par satellites, Éd. Pedone, Paris, 1982.
- Treatise on Air-Aeronautical Law, The Carswell Co. Ltd., Toronto, 1981.
- Traité de droit aérien-aéronautique, troisième édition, Éd. Pedone, Paris, 1980.
- Space Policy and Programmes: Today and Tomorrow - The Vanishing Duopole, The Carswell Co. Ltd., Toronto, 1977.
- Droit aérospatial. De l'exploration scientifique à l'utilisation commerciale, Éd. Pedone, Paris, 1976.
- The International Legal Status of the Aircraft Commander / Le statut juridique international du commandant d'aéronef, The Carswell Co. Ltd., Toronto and Éd. Pedone, Paris, 1975.
- Droit aérospatial, Éd. Pedone, Paris, 1969.
- Aerospace Law, Sweet and Maxwell, London, and The Carswell Co. Ltd., Toronto, 1969.
- De la mer territoriale à l'air "territorial, Éd. Pedone, Paris, 1965.
- Traité de droit aérien-aéronautique (évolution - problèmes spatiaux), deuxième édition, Éd. Pedone, Paris, 1964.
- Droit aérien aéronautique (évolution - nouvelle orientation), Éd. Pedone, Paris, 1951.
- Doctrines-écoles et développement du droit des gens, Éd. Pedone, Paris, 1950.
- Le droit international nouveau, Éd. Pedone, Paris, 1948.
- La coutume dans les cycles juridiques internationaux, Éd. Pedone, Paris, 1947.
- Perimarea instantei, Ed. Tirajul, București, 1939.